# Helios Film
La Helios Film fu una compagnia di produzione cinematografica italiana attiva nei primi decenni del XX secolo.
Fondata a Velletri nel 1908 da un gruppo di professori del locale Istituto Tecnico, con a capo il Principe Ginnetti, fu attiva fino al 1916.

## Fondazione e produzione cinematografica
Il 21 ottobre 1901 la pittrice veliterna Juana Romani tornò in visita ufficiale alla sua città da Parigi con al seguito illustri personaggi dell'epoca: il pittore Ferdinand Roybet, lo scultore Ernesto Biondi, il poeta Trilussa, che nella visita alla Cantina Sperimentale recitò alcune sue poesie, ed uno dei fratelli Lumière, che regalò alla città un proiettore cinematografico.
Con queste apparecchiature nel 1907 apre a Velletri il primo cinema dei castelli romani, il "Cinema Universale", seguito dal "Cinema Moderno" aperto dal Principe Ginnetti, che l'anno seguente, a capo di un gruppo di professori del locale Istituto Tecnico, decide di passare all'azione fondando la casa di produzione "Helios Film", che con "apparecchiature di ultimissimo livello garantisce produzioni di alto livello".
La produzione inizia nell'inverno tra il 1908 ed il 1909 con un documentario sulla pianura dell'agro pontino, dal titolo "Paludi pontine", pezzo fondamentale del cinema delle origini conservato presso il British Film Institute di Londra, ma è con "L'Inferno" del 1911, creduto perduto e rinvenuto recentemente nella Filmoteca Vaticana e restaurato con la sponsorizzazione della Bayer, che la Helios arriva al piano della competizione mondiale di produzione cinematografica, con quello che è comunemente ritenuto il primo kolossal ad effetti speciali della storia del cinema.

## Produzioni
- Paludi pontine (1909)
- La storia di Claretta  (1910)
- Il monile (1910)
- Il dolore che uccide (1910)
- Frivolezza che genera la colpa (1910)
- Ah! Ah! (1910)
- Onore vendicato (1910)
- Un tesoro (1911)
- Tis Woman's Way (1911)
- Sangue bollente a 1000 gradi (1911)
- L'inferno (1911)
- Le tentazioni di un curato di campagna (1911)
- La sorpresa del pittore (1911)
- La processione dei serpi a Cocullo (Costumi abruzzesi) (1911)
- La fucilazione di Ugo Bassi e del garibaldino Giovanni Livraghi (1911)
- La fidanzata (1911)
- A Queen for a Day (1911)
- A Noble Deed (1911)
- Purgatorio (1911)
- Bologna artistica e pittoresca (1911)
- Nel mondo della... mezzaluna (1912)
- Zerbinotto e carrettiere (1912)
- The Spell of the Hypnotist (1912)
- The Little Flower Girl (1912)
- Hours Away (1912)
- Beauty and Love (1912)
- Sonnino: città e costumi (1915)
- Processione dei gigli a Nola (1915)
- Il regalo di Cocò (1915)
- Cocò dattilografa (1915)
- Sulle rovine dell'amore (1916)
- Nerina (1916)
- L'ostaggio (1916)